# Порт-Майо (станция метро)
Порт-Майо (фр. Porte Maillot) — станция линии 1 Парижского метрополитена, расположенная на границе XVI и XVII округов Парижа. Названа по одноимённой площади на границе Парижа, образовавшейся в результате ликвидации ворот Майо при демонтаже стены Тьера. На станции установлены автоматические платформенные ворота.

## История

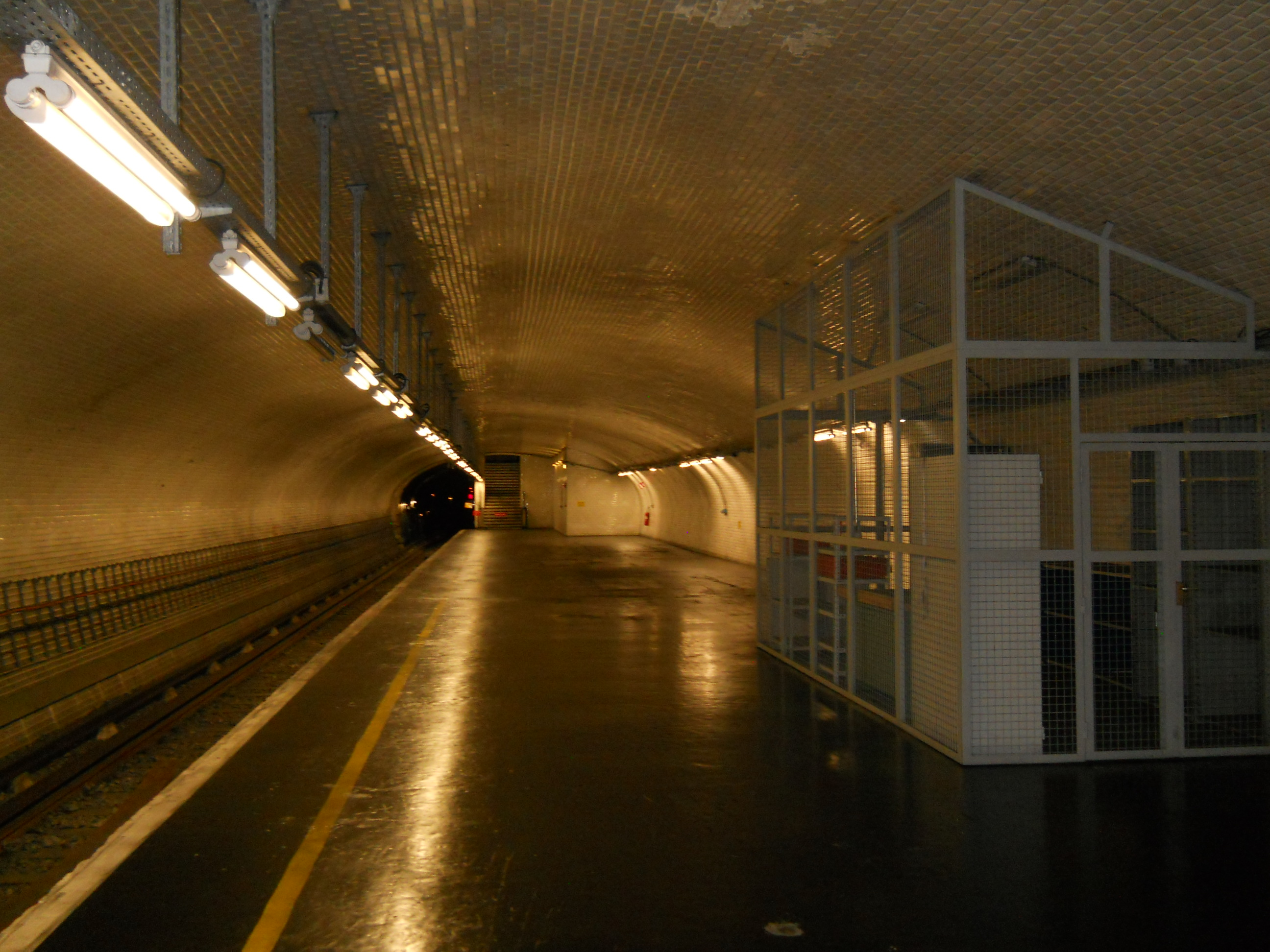
Зал старой конечной станции "Порт-Майо", использовавшейся в регулярном движении до 1936-1937 годов

- Исторически станция «Порт-Майо» являлась конечной станцией самого первого участка Парижского метрополитена (Порт-Майо — Порт-де-Венсен, открывшейся вместе с участком 19 июля 1900 года. Для оборота поездов была сооружена разворотная петля с двумя боковыми платформами, сохранившимися до наших дней.
- В 1930-х годах, в связи с продлением линии 1, было принято решение о переносе станции «Порт-Майо» на трассу строившегося нового участка к Пон-де-Нёйи. В итоге 15 ноября 1936 года открылся новый зал станции, за которым был сооружён пункт технического обслуживания, а уже через несколько месяцев был запущен участок в пригороды Парижа.[2] Новая станция была рассчитана на приём семивагонных составов, что в Парижском метро так и не было реализовано (максимальное число вагонов в парижских метропоездах, как раз на линиях 1, 4 и 14, составляет 6).[3], хотя платформы линии 14 длиной 120,5 м были спроектированы для восьмивагонных поездов. Старая же станция в 1992 году была преобразована в зону технического обслуживания, а в 2007 году на её путях открылось новое ателье для составов MP 05.
- С 1988 года действует переход на станцию Нёйи — Порт-Майо линии C RER.
- Пассажиропоток по станции по входу в 2012 году, по данным RATP, составил 8 913 838 человек[4]. В 2013 году этот показатель вырос 8 998 134 пассажиров (23 место по уровню входного пассажиропотока в Парижском метро)[5].

## Перспективы
Планируется строительство перехода на будущую станцию Нёйи — Порт-Майо линии E RER в рамках продления её центрального участка.

## Путевое развитие
- К западу от станции заканчивается путевое развитие пункта отстоя и технического обслуживания, построенного в 1936 году при реконструкции станции. Этот пункт занимает средние пути между главными путями большей части перегона Ле-Саблон — Порт-Майо, однако при этом его путевое развитие продолжается и в станционном зале.
- Примыкание путей ателье Майо (бывшей разворотной петли) находится на середине перегона Порт-Майо — Аржантин.

## Галерея

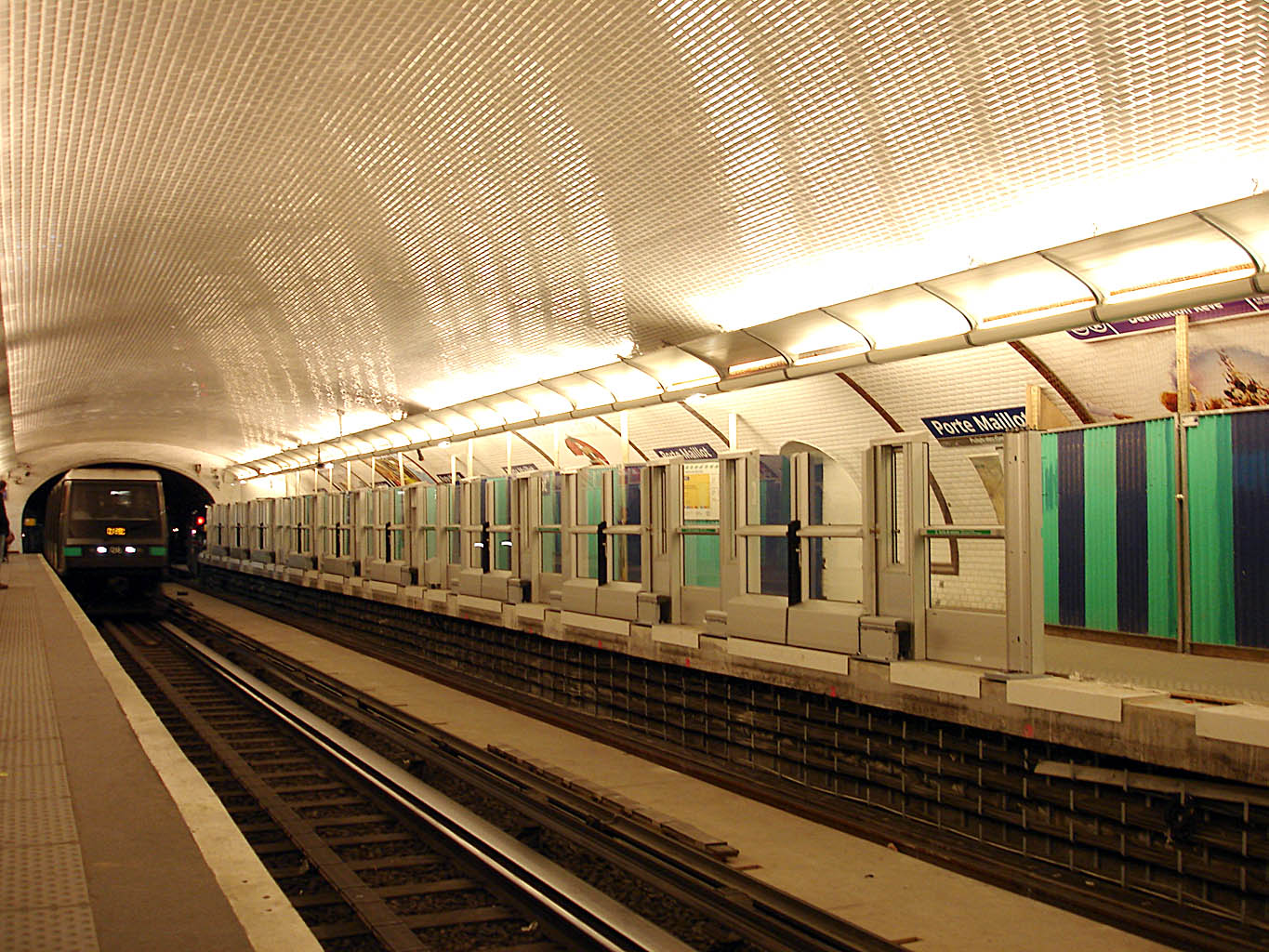
Установка автоматических платформенных ворот на станции
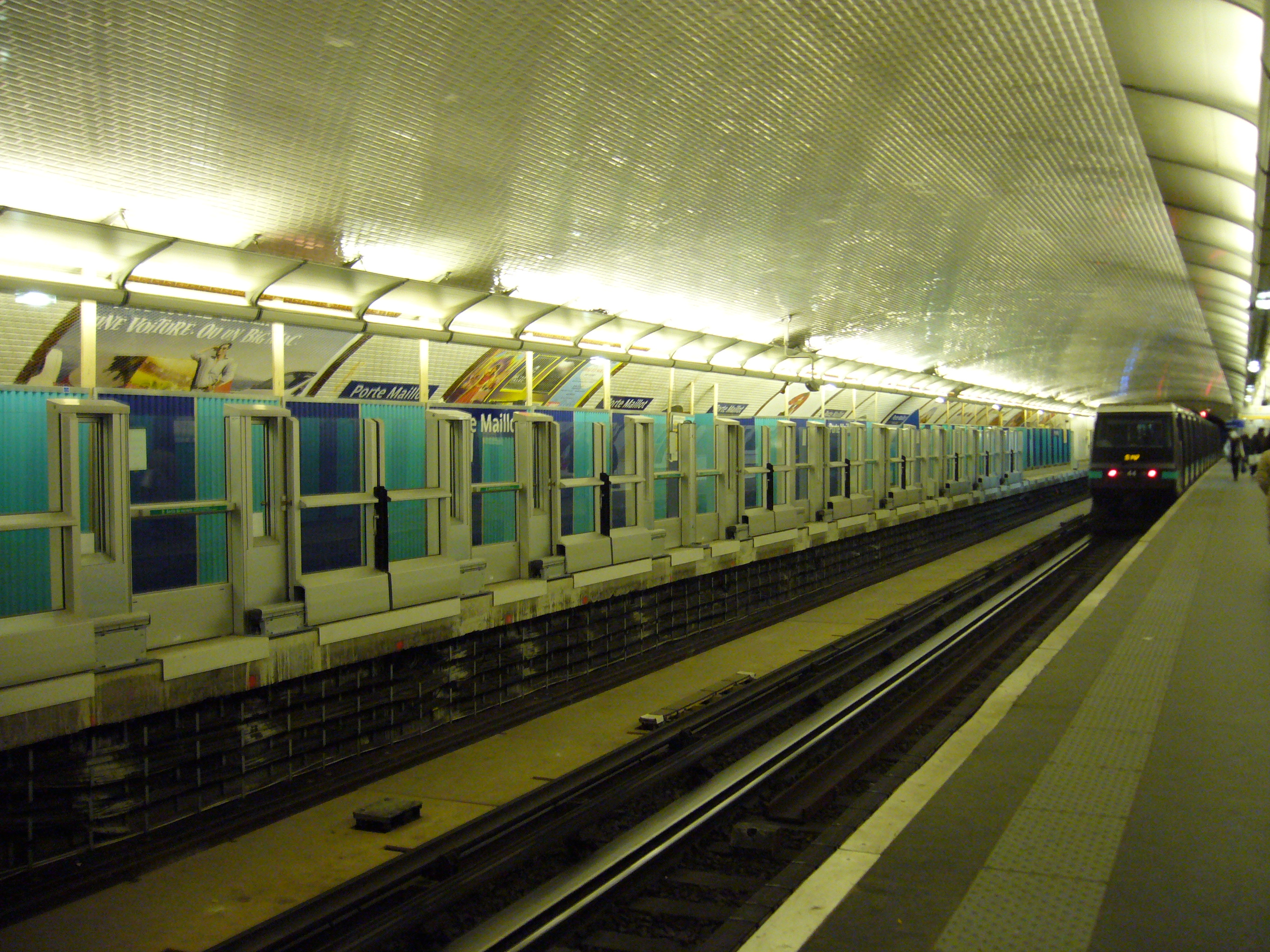
Установка автоматических платформенных ворот в 2008 году
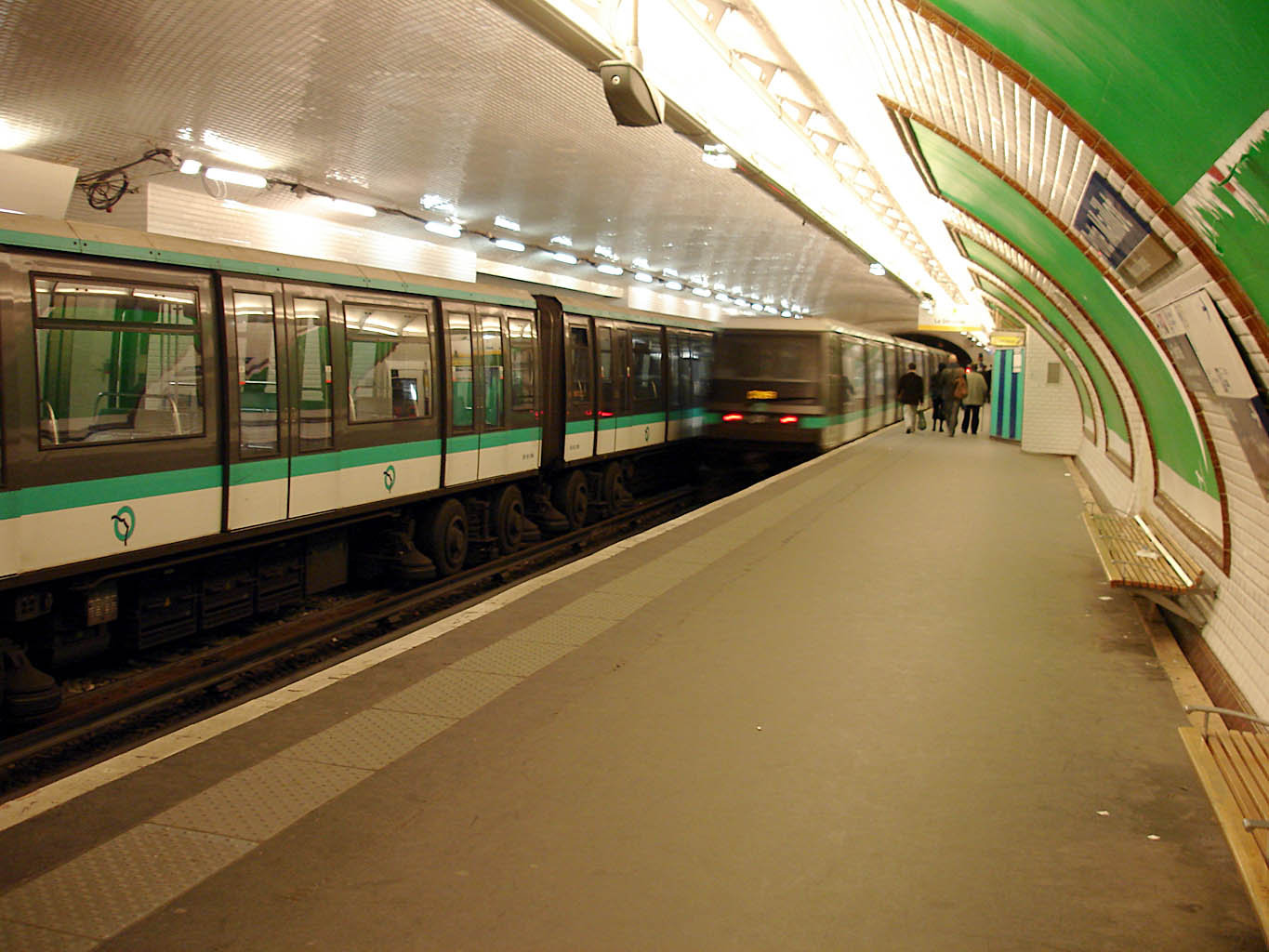
Зал станции до автоматизации движения
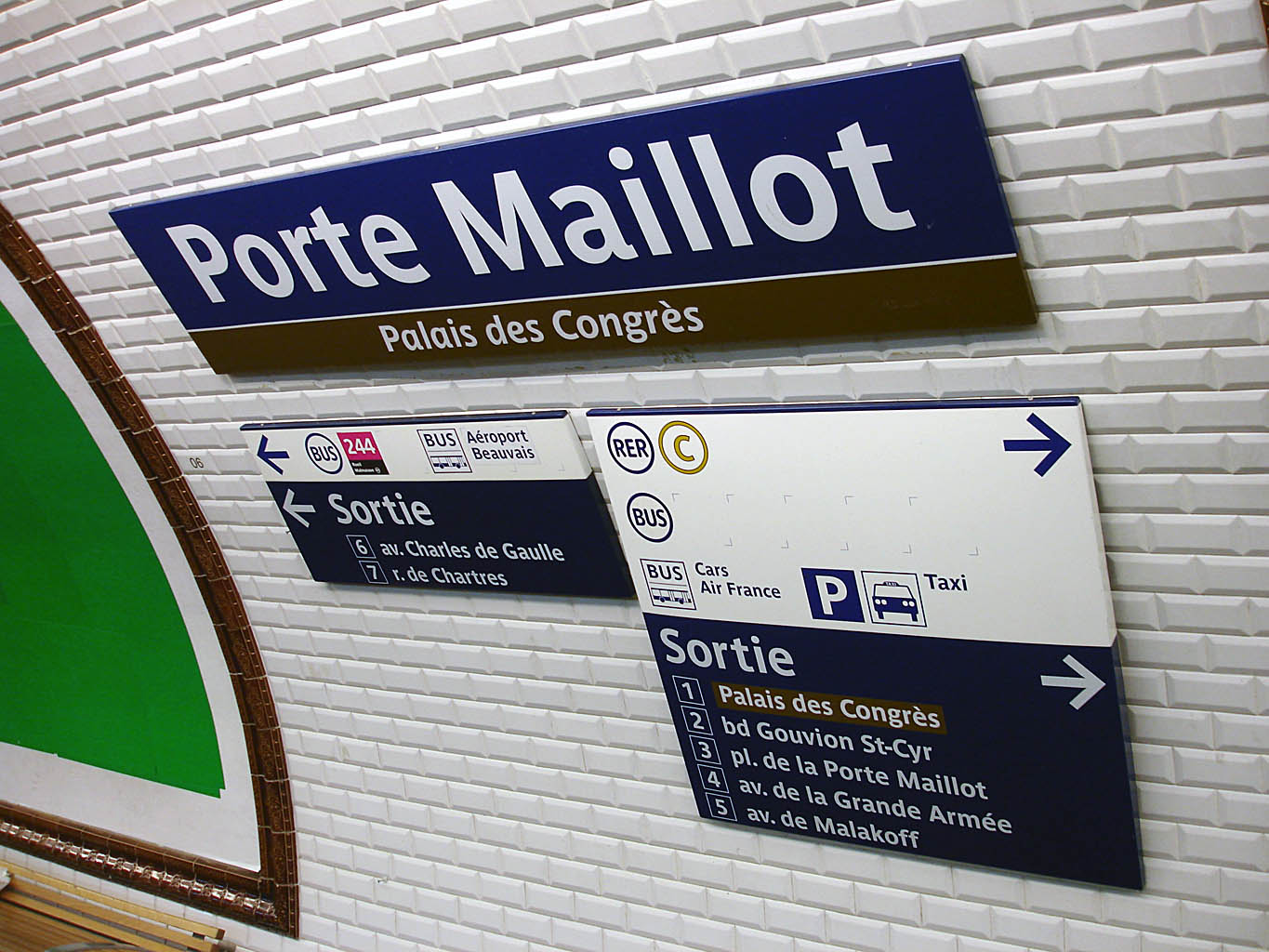
Вывеска с названием станции и указатель выхода